# Национальный музей Киото
Национальный музей Киото (яп. 京都国立博物館 Кё:то кокурицу хакубуцукан) — один из старейших и известнейших художественных музеев Японии. Находится  в районе Хигасияма города Киото (Япония).

## История
Национальный музей Киото был образован в 1897 году как Императорский музей Киото (帝国京都博物館). Строительные работы по его возведению начались в 1889 году одновременно со строительством Императорского музея Токио (ныне Токийский национальный музей) и Императорского музея Нары (ныне Национальный музей Нары). Окончание работ произошло в октябре 1895 года. Главный выставочный зал музея, Токубэцу тэндзикан (特別展示館), был спроектирован архитектором Токума Катаяма. В 1966 году последовало окончание строительства и открытие нового выставочного зала Национального музея, созданного Кэйити Морита.
В 1969 году здания Главного выставочного зала, Главные ворота, домик продажи билетов и ограждение вокруг музейного комплекса были поставлены под охрану государства и объявлены Важным культурным наследием.

## Коллекция
Собрание экспонатов Национального музея Киото представляет традиционное японское искусство и аналогичное искусство стран Азии. В коллекцию входит более 12.000 предметов, из которых 230 входят в число национальных сокровищ Японии. Многие экспонаты были переданы в музей из императорских дворцов или из старинных храмов Японии. Здесь также собрана большая коллекция фотографий, изображающих различные сокровища искусства и культуры этой страны.

## Галерея

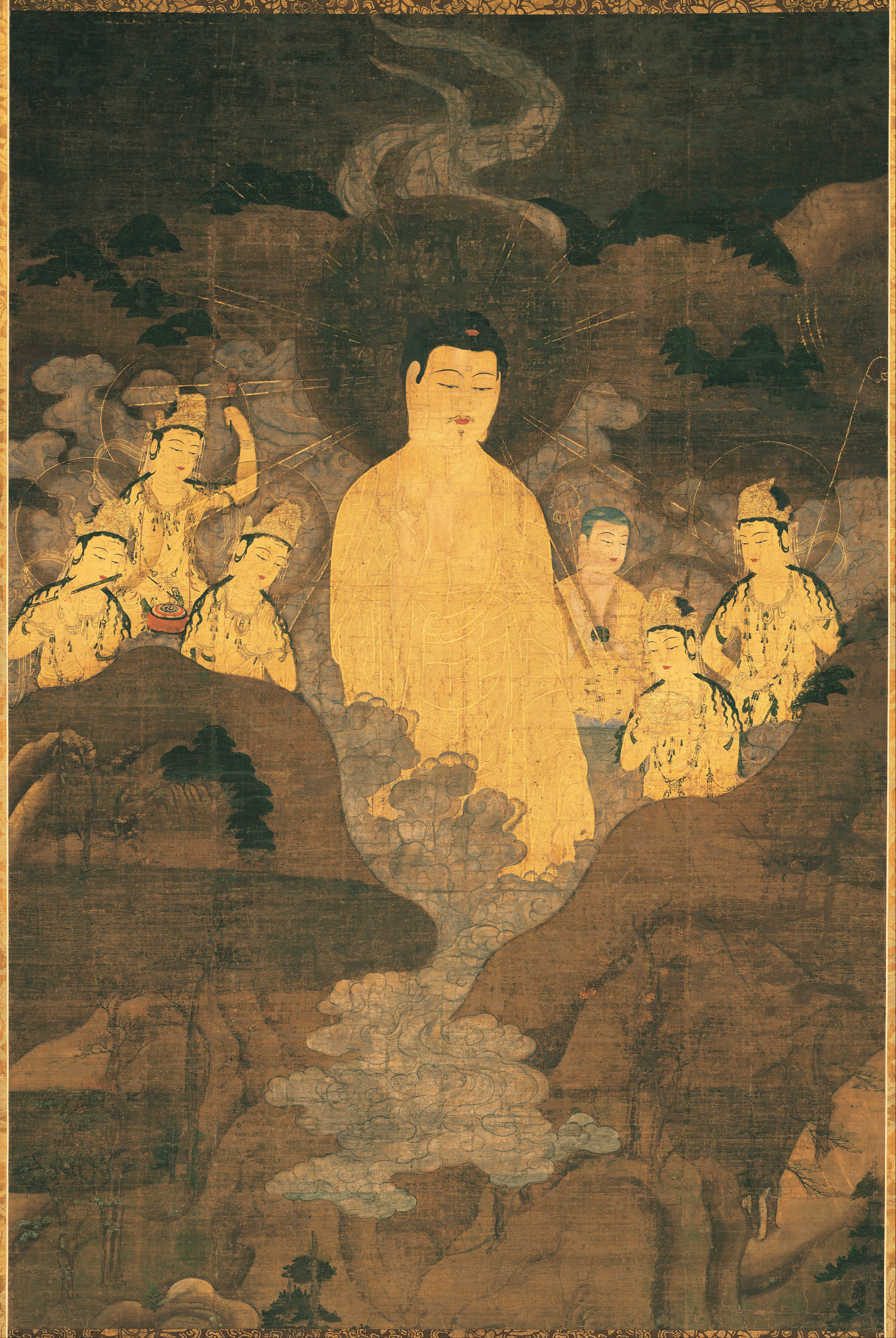
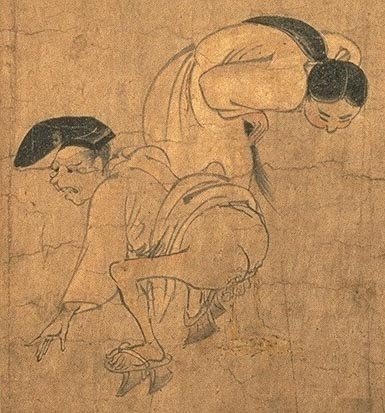
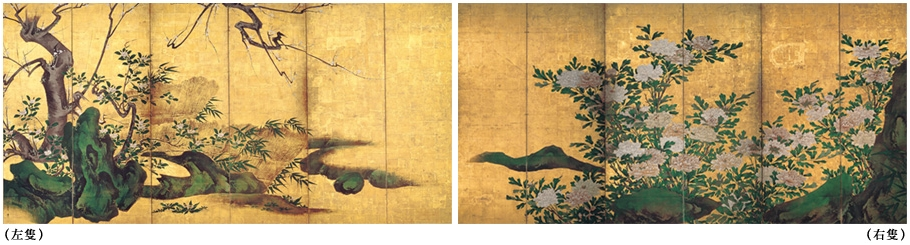
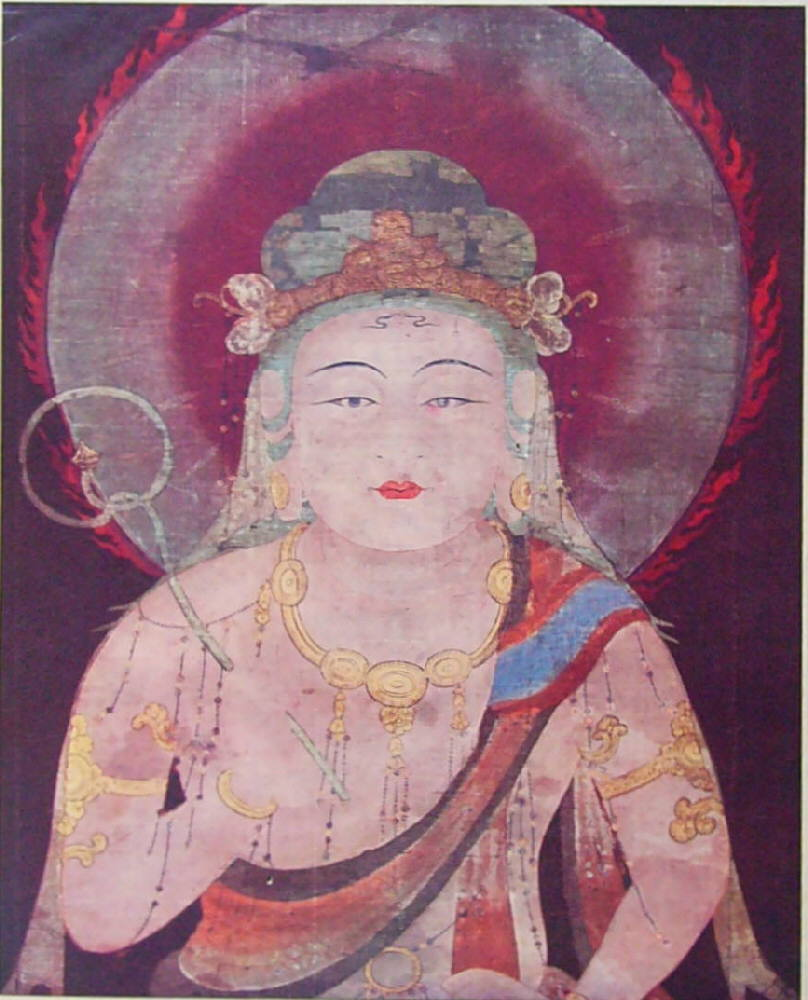
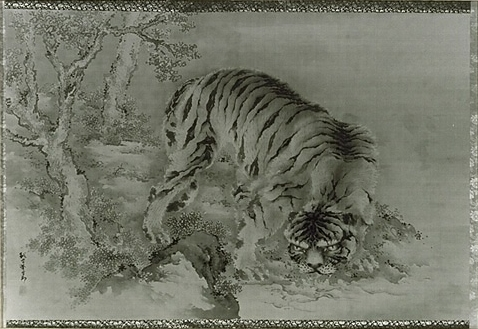
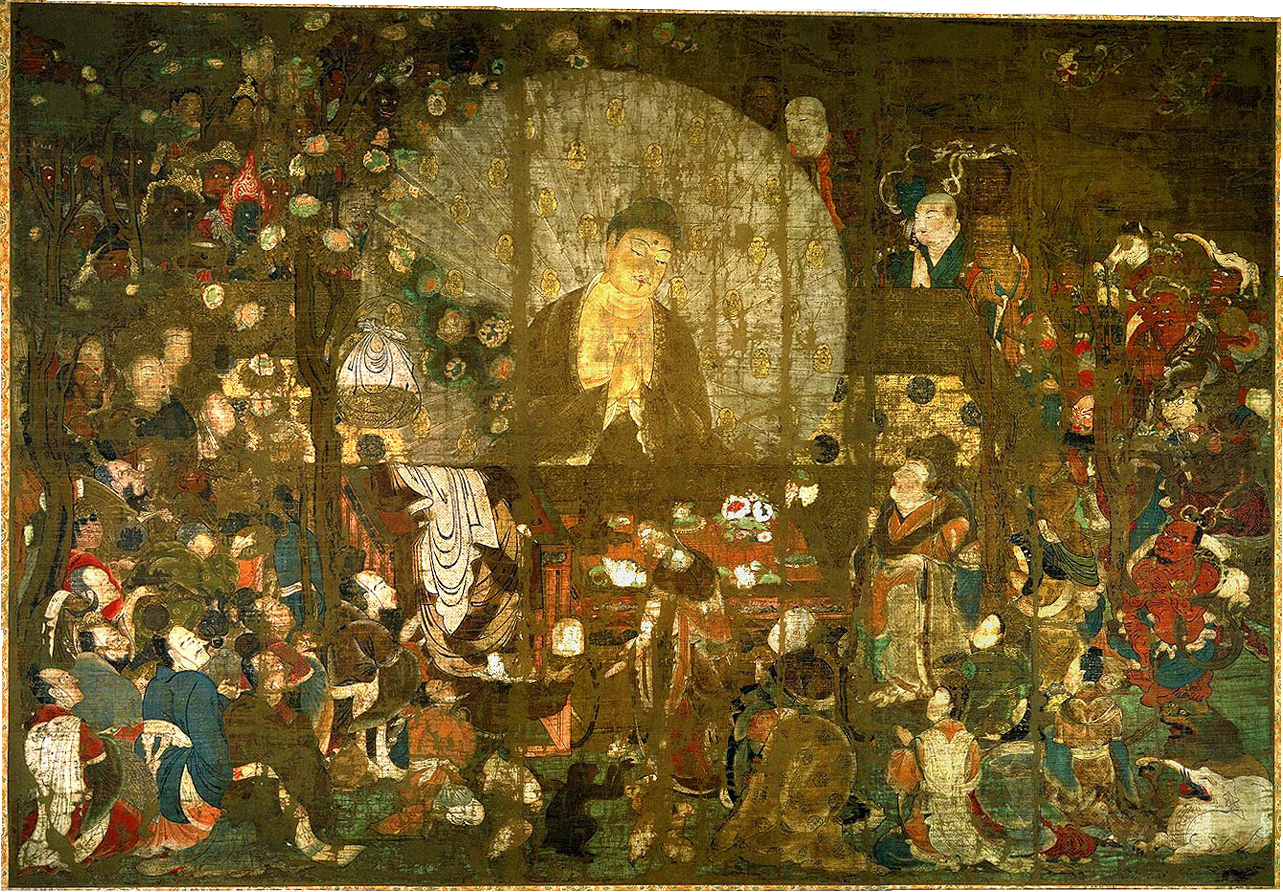
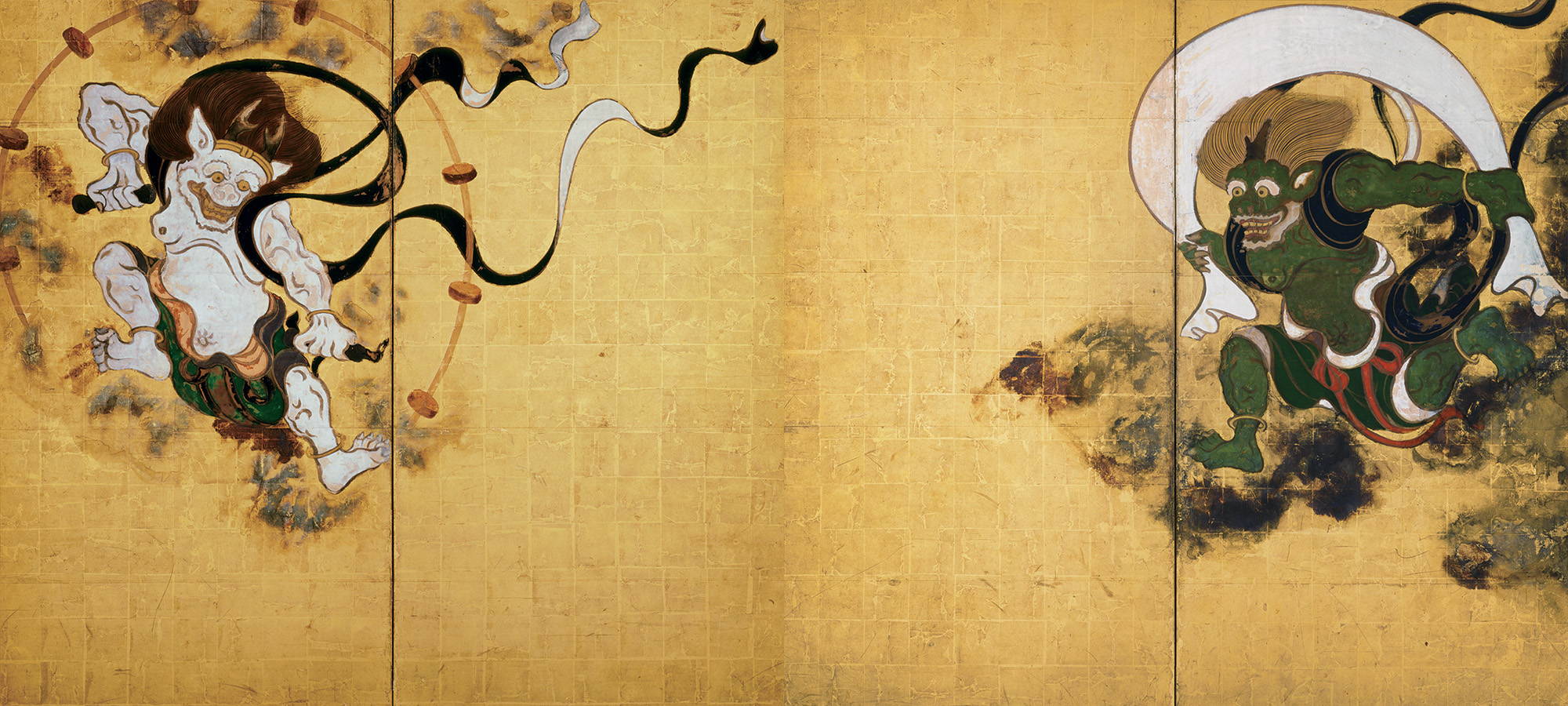